# Le Lac des passions
Le Lac des passions (Lago mio) est un téléfilm suisse réalisé par Jann Preuss et diffusé en 2005.

## Fiche technique
- Titre original : Lago mio
- Scénario : Micha Lewinsky, Jann Preuss
- Durée : 89 min
- Pays :  Suisse

## Distribution
- Sarah Frick : Mischi
- Beat Marti : Flo
- Laila Nielsen : Nicole
- Martin Rapold : Jürg